# Place des Martyrs-de-la-Résistance (Colmar)
Pour les articles homonymes, voir Place des Martyrs-de-la-Résistance.
La place des Martyrs-de-la-Résistance, est un lieu public de la ville de Colmar, en France.

## Situation et accès
Cette place publique est située dans le quartier centre.
On y accède par les rues Kléber, des Clefs, des Têtes, de Reiset, le quai de la Sinn, les places des Dominicains et des Unterlinden.
Cette place n'est pas desservie par les bus de la TRACE.